# Districtul Non Narai
Non Narai (în thailandeză โนนนารายณ์) este un district (Amphoe) din provincia Surin, Thailanda, cu o populație de 35.394 de locuitori și o suprafață de 199,2 km².

## Componență
Districtul este subdivizat în 5 subdistricte (tambon), care sunt subdivizate în 67 de sate (muban).
| Nr. | Nume       | În thailandeză | Sate | Locuitori |  |
| --- | ---------- | -------------- | ---- | --------- |  |
| 1.  | Nong Luang | หนองหลวง       | 8    | 5,610     |  |
| 2.  | Kham Phong | คำผง           | 12   | 6,094     |  |
| 3.  | Non        | โนน            | 15   | 5,980     |  |
| 4.  | Rawiang    | ระเวียง         | 13   | 8,821     |  |
| 5.  | Nong Thep  | หนองเทพ        | 19   | 8,889     |  |